# Johann Christian Daniel von Schreber
Johann Christian Daniel von Schreber (Weißensee, 17 gennaio 1739 – Erlangen, 10 dicembre 1810) è stato un entomologo e naturalista tedesco.
Dopo la laurea in scienze naturali con specializzazione in zoologia ed entomologia, all'Università di Lipsia nel 1764, vi rimase come assistente alla cattedra di zoologia, anatomia comparata e storia naturale fino al 1772. Nel 1774 Schreber cominciò la stesura di una raccolta di volumi intitolata Die Säugethiere in Abbildungen nach der Natur mit Beschreibungen, che si concentrava sui mammiferi di tutto il mondo. Molti degli animali che egli incluse nel suo lavoro vennero nominati scientificamente per la prima volta, seguendo il sistema messo in pratica da Carlo Linneo, uno di questi animali è la Lutra canadensis.
Si dedicò anche a studi di entomologia scrivendo anche testi apprezzabili come Schreberi Novae Species Insectorvm.

## Galleria d'immagini
Immagini da Die Säugetiere in Abbildungen nach der Natur mit Beschreibungen 1774-1804.

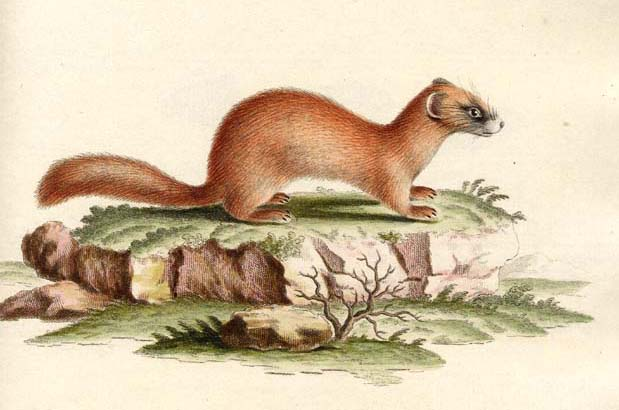
Mustela sibirica
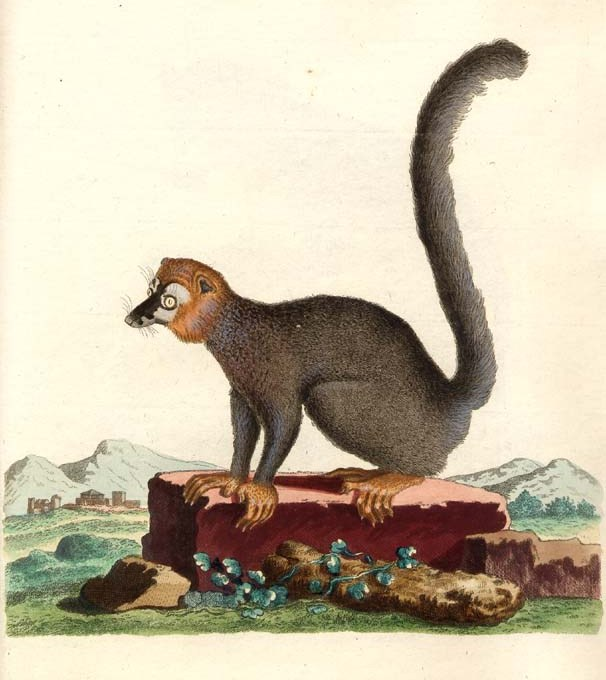
Eulemur mongoz
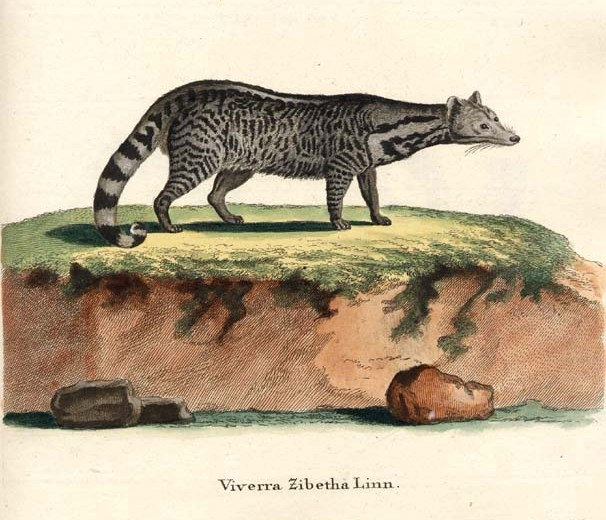
Viverra zibetha
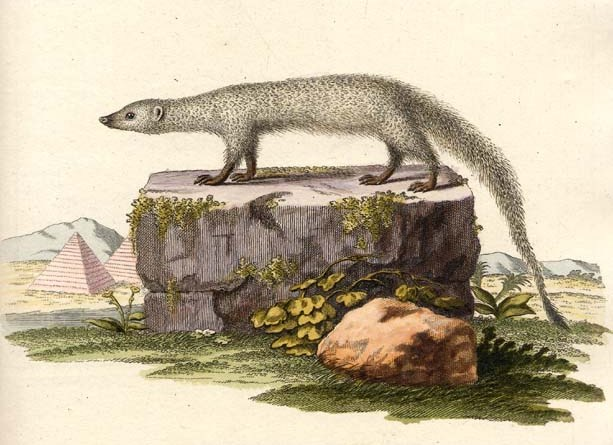
Herpestes ichneumon
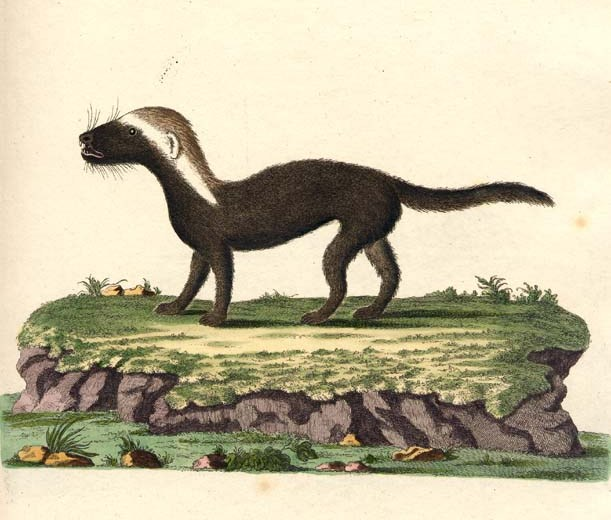
Galictis vittata
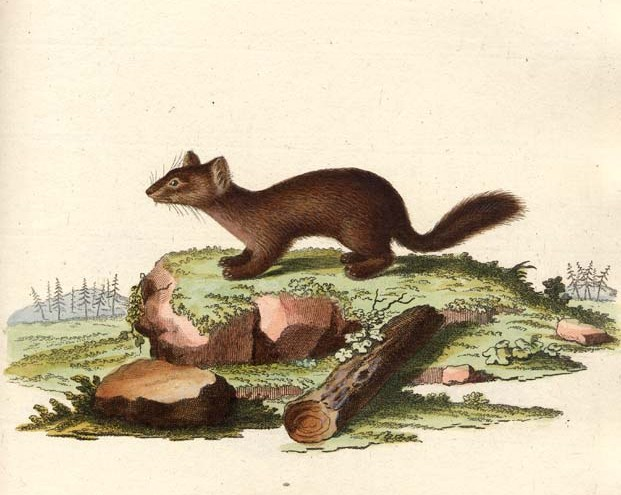
Martes zibellina
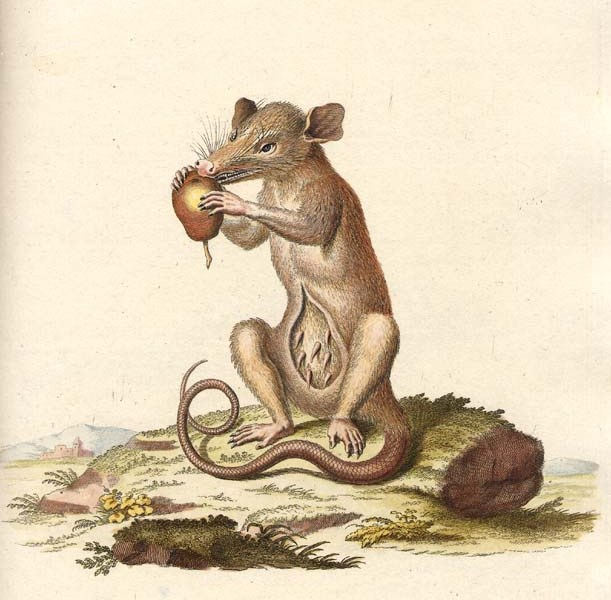
Didelphis marsupialis
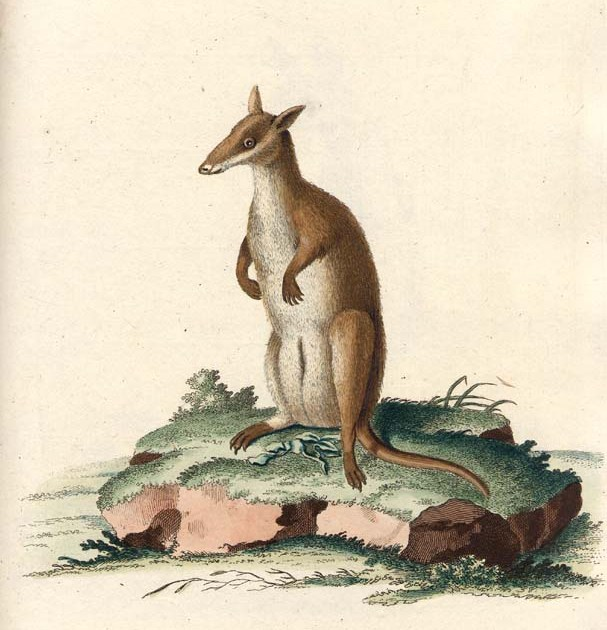
Thylogale brunii
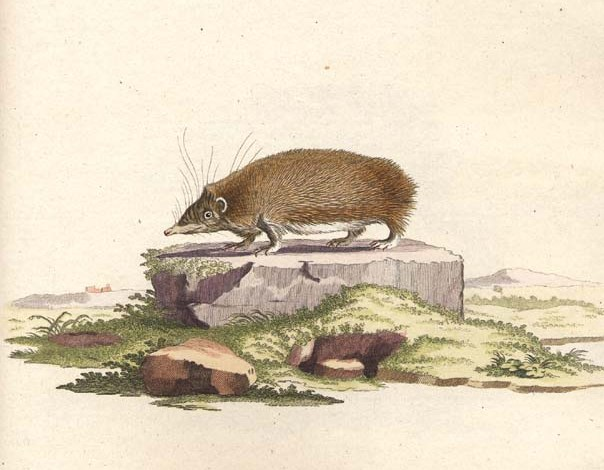
Setifer setosus
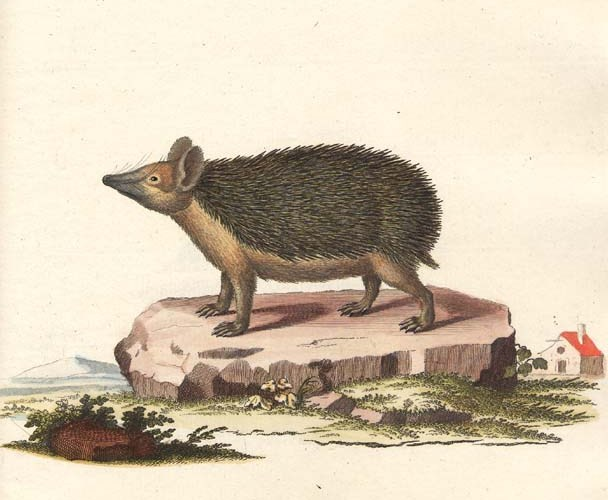
Hemiechinus auritus
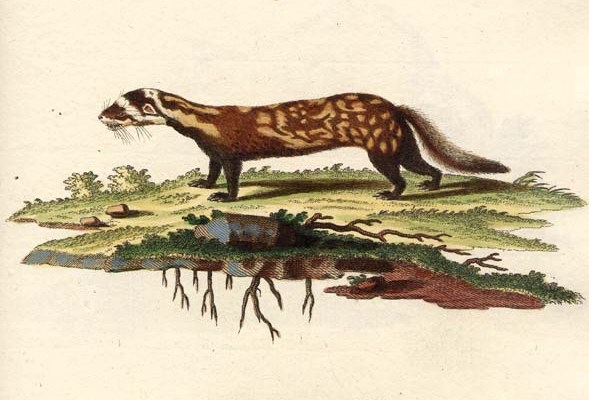
Vormela peregusna
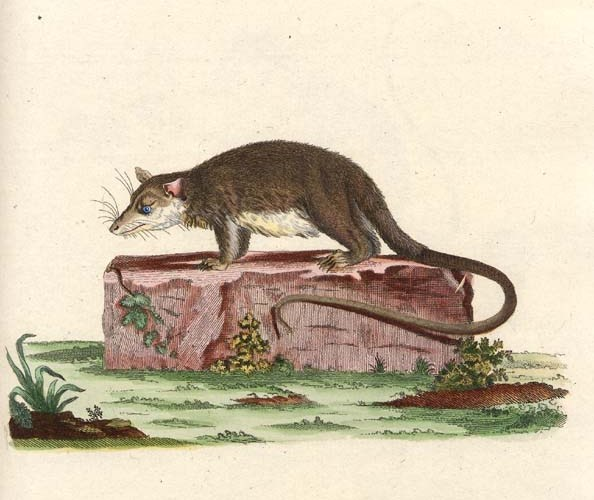
Caluromys philander

| Schreber è l'abbreviazione standard utilizzata per le specie animali descritte da Johann Christian Daniel von Schreber. Categoria:Taxa classificati da Johann Christian Daniel von Schreber |